# Вестер, Питер Янсен
Питер Янсен Вестер (швед. Peter Jansen Wester; 23 сентября 1877 — 1931) — шведско-американский ботаник.

## Биография
Питер Янсен Вестер родился 23 сентября 1877 в провинции Хельсингланд.
Изучал биологию в Народном университете в Болльнесе, лен Евлеборг. В 1897 году он эмигрировал в США. В 1897-1903 годах Вестер работал в нескольких сельскохозяйственных службах. С 1904 до 1910 года он был специальным агентом Бюро растениеводства USDA в Майами и Вашингтоне. Остаток жизни с 1911 года до своей смерти в 1931 году Вестер провел на Филиппинах, работая в Филиппинском бюро сельского хозяйства. Он также совершил несколько поездок на Сингапур, Гавайи и остров Ява с целью изучения выращивания кофе и других культур для внедрения на Филиппинах.
Питер Вестер специализировался на сперматофитах, особенно цитрусовых.
Питер Янсен Вестер умер в 1931 году в Уппсале.

## Отдельные публикации
- The Mango (1920)
- The Coconut Palm, its Culture and Uses (1920)
- Food Plants of the Philippines (1921; третье издание 1924)
- Descriptive List of Mango Varieties in India (1922)